# Phycomorpha bryophylla
Phycomorpha bryophylla är en fjärilsart som beskrevs av Edward Meyrick 1927. Phycomorpha bryophylla ingår i släktet Phycomorpha och familjen Copromorphidae. Inga underarter finns listade i Catalogue of Life.